# Harald Schibbye
Harald Sverre Schibbye, född den 16 december 1917 i Kristiania (nuvarande Oslo), död den 21 juli 2005 i Segersta församling, Gävleborgs län, var en 
svensk militär.
Schibbye avlade officersexamen 1940. Han blev löjtnant 1942 i Jämtlands fältjägarregementes reserv och 1943 vid regementet på stat, där han blev kapten 1948. Schibbye genomgick Artilleri- och ingenjörhögskolan 1947–1949 och övergick sistnämnda år till fortifikationskåren, där han blev major 1959. Han var detaljchef i fortifikationsförvaltningen 1952–1957, fortifikationsbefälhavare i Härnösand 1957–1962, sektionschef i fortifikationsförvaltningen 1962–1963, byråchef 1963–1960 och avdelningschef 1969–1971. Schibbye befordrades till överstelöjtnant 1963, till överste 1968 och till överste av första graden 1970. Han var chef för fortifikationskåren och inspektör över rikets befästningar 1972–1978. Schibbye blev riddare av Svärdsorden 1960, kommendör av samma orden 1971 och kommendör av första klassen 1974. Han vilar på Segersta kyrkogård.